# Ober-Hilbersheim
Ober-Hilbersheim is een plaats in de Duitse deelstaat Rijnland-Palts, en maakt deel uit van de Landkreis Mainz-Bingen.
Ober-Hilbersheim telt 969 inwoners.

## Bestuur
De plaats is een Ortsgemeinde en maakt deel uit van de Verbandsgemeinde Gau-Algesheim.
Appenheim ·
Aspisheim ·
Bacharach ·
Badenheim ·
Bingen am Rhein ·
Bodenheim ·
Breitscheid ·
Bubenheim ·
Budenheim ·
Dalheim ·
Dexheim ·
Dienheim ·
Dolgesheim ·
Dorn-Dürkheim ·
Eimsheim ·
Engelstadt ·
Essenheim ·
Friesenheim ·
Gau-Algesheim ·
Gau-Bischofsheim ·
Gensingen ·
Grolsheim ·
Guntersblum ·
Hahnheim ·
Harxheim ·
Heidesheim am Rhein ·
Hillesheim ·
Horrweiler ·
Ingelheim am Rhein ·
Jugenheim in Rheinhessen ·
Klein-Winternheim ·
Köngernheim ·
Lörzweiler ·
Ludwigshöhe ·
Manubach ·
Mommenheim ·
Münster-Sarmsheim ·
Nackenheim ·
Nieder-Hilbersheim ·
Nieder-Olm ·
Niederheimbach ·
Nierstein ·
Ober-Hilbersheim ·
Ober-Olm ·
Oberdiebach ·
Oberheimbach ·
Ockenheim ·
Oppenheim ·
Sankt Johann ·
Schwabenheim an der Selz ·
Selzen ·
Sörgenloch ·
Sprendlingen ·
Stadecken-Elsheim ·
Trechtingshausen ·
Uelversheim ·
Undenheim ·
Wackernheim ·
Waldalgesheim ·
Weiler bei Bingen ·
Weinolsheim ·
Welgesheim ·
Wintersheim ·
Wolfsheim ·
Zornheim ·
Zotzenheim